# Xanthidium controversum
Xanthidium controversum là một loài Song tinh tảo trong họ Desmidiaceae, thuộc chi Xanthidium.